# Steffen Blochwitz
Steffen Blochwitz (ur. 8 września 1967 w Herzberg) – niemiecki kolarz torowy i szosowy, wicemistrz olimpijski oraz czterokrotny medalista torowych mistrzostw świata.

## Kariera
Pierwszy sukces w karierze Steffen Blochwitz odniósł w 1985 roku, kiedy został mistrzem świata juniorów w drużynowym wyścigu na dochodzenie. Na rozgrywanych rok później mistrzostwach świata w Colorado Springs w tej samej konkurencji wspólnie z Rolandem Hennigiem, Berndem Dittertem i Dirkiem Meierem zdobył srebrny medal wśród seniorów. Wynik ten powtórzył podczas mistrzostw świata w Wiedniu w 1987 roku (razem z Hennigiem, Meierem i Carstenem Wolfem) oraz na igrzyskach olimpijskich w Seulu w 1988 roku (wraz z Hennigiem, Meierem, Wolfem i Uwe Preißlerem). Swój największy sukces osiągnął jednak na mistrzostwach świata w Lyonie w 1989 roku, gdzie reprezentanci NRD w składzie: Steffen Blochwitz, Carsten Wolf, Thomas Liese i Guido Fulst wywalczyli złoty medal drużynowo. Na tych samych mistrzostwach zajął trzecie miejsce w rywalizacji indywidualnej, ulegając jedynie Wiaczesławowi Jekimowowi z ZSRR i swemu rodakowi Jensowi Lehmannowi. Startował także w wyścigach szosowych, wygrywając między innymi: Sachsen-Tour w 1991 roku, OZ Wielerweekend w 1993 roku oraz Thüringen Rundfahrt w 1995 roku.